# Хиждеу, Александр Фаддеевич
Алекса́ндр Фадде́евич Хижде́у (в некоторых прижизненных документах также Фадеевич, Гиждеу и Александр де Хиждеу; в современных молдавских публикациях — Хыждеу и Хашдеу, рум. Alexandru Hâjdău (Hasdeu); 30 ноября 1811, Мизюринцы, Волынская губерния — 9 ноября 1872, Керстенцы, Бессарабская область) — бессарабский русский писатель, историк, филолог и фольклорист. Внёс значительный вклад в развитие молдавской литературы, филологии и фольклористики.

## Биография
Александр Хиждеу родился 30 ноября 1811 года в волынском селе Мизюринцы (ныне в Тернопольской области Украины) в семье польского, еврейского и отдалённо молдавского происхождения. Согласно семейному преданию, после гибели его прапрадеда Стефана Хиждеу (сына хотинского пыркалаба Ефрема Гиждеу) в битве под Хотином в 1673 году его сыновья Николай, Георгий-Лупашку и Янкул были усыновлены молдавским господарём Стефаном Петричейку и получили прозвище «Петричейку». Позже им было даровано шляхтетское звание и они поселились в Польше. Отец писателя, Фаддей Иванович (Иоанович) Хиждеу (Гиждеу, 1769—1835), сын Иоана Хиждеу и Маргариты Пиоркушевской, происходил из Польши и тоже был литератором, с 14 лет писал стихи на польском языке. Мать — крещёная еврейка Валерия Хризантовна Хиждеу (ум. 1860) — была домохозяйкой и занималась воспитанием сыновей, Александра и Болеслава. Фаддей Хиждеу познакомился со своей второй женой (после крещения Валерией) во время службы в австрийской армии на Волыни, оставил семью (жену и сына) и поселился в селе Мизюринцы, где проживала семья его новой жены. 

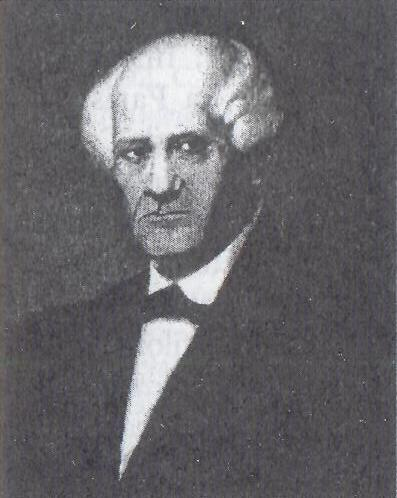

С 1822 года Александр Хиждеу вместе с братом учился в благородном пансионе при Кишинёвской духовной семинарии. В 1830 году окончил юридический факультет Харьковского университета. Начиная со студенческих лет изучал украинский и молдавский фольклор, опубликовал первые произведения на фольклорном материале в московском «Вестнике Европы», а после его закрытия — печатался в «Телескопе». В 1832 году поселился в бессарабском городке Хотине, работал в местном ремесленном училище, женился на дочери литовского помещика Елизавете Теофиловне Даушке. В середине 1830-х годов жил у матери в селе Керстенцы (Кристинешты, где родился его единственный сын), потом устроился учителем математики и французского языка в Винницкую гимназию. Преподавал логику и российскую словесность в Каменец-подольской мужской гимназии (1842—1843), затем занимался адвокатской практикой в Тульчине и Балте. В 1850 году был обвинён в стяжательстве и в сопровождении царских жандармов возвратился в Бессарабскую область. Некоторое время жил у брата в Новоселице, а с 1851 года — в Кишинёве, где ему в конце концов было дозволено вновь заняться адвокатской практикой. Здесь его сын Фаддей (впоследствии известный румынский писатель Богдан Петричейку Хашдеу) учился в гимназии, став затем вольнослушателем в Харьковском университете. В 1860 году умерла мать писателя — Валерия Хиждеу, и в начале 1861 года Александр Хиждеу покинул Кишинёв и переехал в Керстенцы, село в Хотинском уезде Бессарабской области, где он провёл оставшиеся 12 лет жизни и умер в 1872 году. Похоронен в селе Крестенцы на семейном участке.
В 1830 году опубликовал статью «Две молдавские песни», «Румынские народные песни на русском языке» (1833), «Бессарабские литераторы» (1835) в журнале «Вестник Европы», «Телескоп»; цикл стихов «Молдавские сонеты» (1837), историческую повесть «Дука» (1830), новеллу «Княжение арнаута» (1872). Писал басни, занимался составлением собрания сочинений Г. С. Сковороды, составил четырёхтомный словарь — «Начертание лексикона молдавского языка».
Александр Хиждеу был одним из первых исследователей творчества Г. С. Сковороды, его работа «Три песни Сковороды» была опубликована в журнале «Телескоп» (№ 5, 1831), в журнале «Одесский вестник» (№ 37, 1833) опубликовал очерк «Сократ и Сковорода», в котором впервые в истории философии назвал Сковороду «русским Сократом».

## Семья

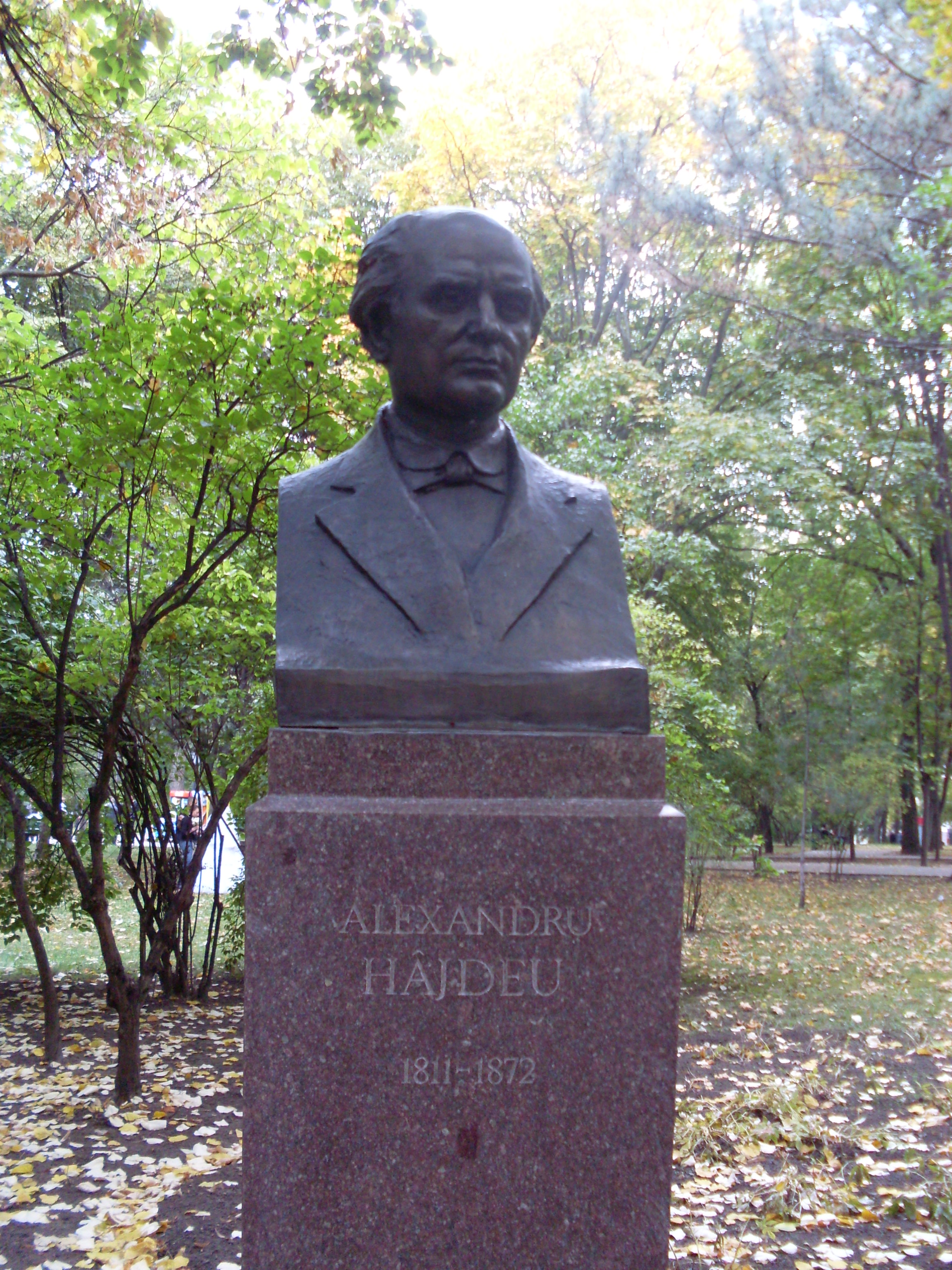
Памятник Хиждеу в Аллее Классиков

- Сын — Богдан Петричейку Хашдеу (Фаддей Александрович Хиждеу), румынский писатель, поэт, филолог, публицист, историк.
  - Внучка — Юлия Хашдеу, румынская поэтесса.
- Младший брат — Болеслав Фаддеевич Хиждеу (1812—1886), русский литератор, публицист, историк. Оба брата вместе написали книгу «Три молдавские легенды» (1842).
- Сводный брат — полковник русской армии Фаддей Гиждеу (1806—?), участник русско-турецкой войны 1828 года, кавалер ордена Святого Георгия IV (1836).

## Сочинения
- Домния арнэутулуй, Кишинэу, 1955.
- Александр Хиждеу. Избранное. Кишинёв, 1956.
- Александр Хиждеу. Избранное: Поэзия, проза, публицистика, письма, мысли, заметки, аналекты. Сост. Н. Н. Романенко; Биографический очерк и комментарии П. Т. Балмуша. Художник М. Бачинский. Кишинёв: Литература артистикэ 1986. — 317 с.